# Бетолино (Торино)
Бетолино је насеље у Италији у округу Торино, региону Пијемонт.
Према процени из 2011. у насељу је живело 130 становника. Насеље се налази на надморској висини од 379 м.